# De tes mains
Albums de Mireille Mathieu
Vous lui direz
(1995) Mireille Mathieu chante Piaf
(2003)
De tes mains est le 37e album français de la chanteuse française Mireille Mathieu et le premier sorti sous le label EMI.

## Chansons de l'album
1. La solitude (Gérard Presgurvic)
2. Embarqué pour un voyage (C. Cabat/Jean Musy)
3. Les larmes de tes yeux (C. Cabat/J. Musy)
4. Aujourd'hui je reviens (M. Valmur/T. Geoffroy)
5. Si tu m'aimes assez ((C. Cabat/J. Musy)
6. La même histoire (C. Cabat/F. Bernheim)
7. La vie n'est plus la vie sans nous (P. Guiaro/Francis Lai)
8. Personne (C. Cabat/J. Musy)
9. De tes mains (C. Cabat/T. Geoffroy)
10. Chansons de rues (P. Guiaro/Francis Lai)
11. Pense à moi (C. Lidon/D. Lavoie)